# 班達縣
班達縣是印度的一個縣，位於該國北部，由北方邦負責管轄，面積4,413平方公里，2011年人口1,799,541，人口密度每平方公里408人。

## 外部連結
- 官方网站

25°30′N 80°30′E / 25.500°N 80.500°E